# Yuji Hino
Yusuke Hino (日野 裕介, Hino Yūsuke) (né le 27 janvier 1985 à Hirakata, Osaka) plus connu sous le nom de Yuji Hino (火野 裕士, Hino Yūji) est un catcheur japonais. Il travaille actuellement à la Pro Wrestling Zero1.

## Carrière

### Kaientai Dojo (2003-2015)

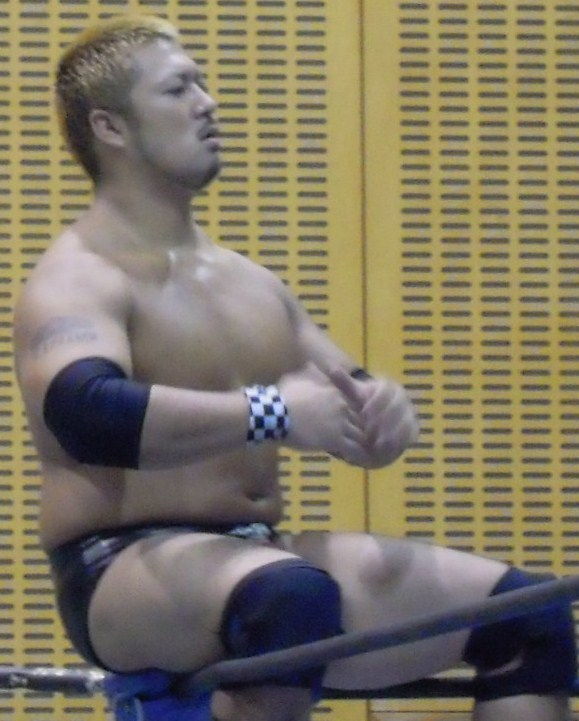
Hino en août 2010

Le 13 novembre 2012, il bat Daisuke Sekimoto et remporte le Strongest-K Championship. Le 2 mars 2014, lui et Hiroki/Hi69 battent Kaji Tomato et Taka Michinoku et remportent les Strongest-K Tag Team Championship. Le 13 avril, ils conservent leur titres contre Kaz Hayashi et Shūji Kondō. Quatre jours plus tard, lors d'un show de la Wrestle-1, ils perdent contre Yasufumi Nakanoue et Seiki Yoshioka,. Le 4 mai, lors d'un autre show de la Wrestle-1, ils conservent leurs titres contre Yasufumi Nakanoue et Seiki Yoshioka. Le 27 octobre, il démissionne de la fédération,. Dans une conférence de presse le 1er novembre , il a été annoncé que Hino continuerait sa carrière en tant que pigiste.

### All Japan Pro Wrestling (2004, 2006, 2013, 2015, 2017-2018)
En septembre 2015, il revient en tant que participant du Ōdō Tournament,.Lors du premier tour, il bat Zeus. Lors du second tour, il bat Yoshinobu Kanemaru. Il perd  en demi - finale du tournoi contre Jun Akiyama.

### Dramatic Dream Team (2009, 2011–2014)
Le 27 janvier 2013, lui, Antonio Honda et Daisuke Sasaki battent Team Drift (Keisuke Ishii, Shigehiro Irie et Soma Takao) et remportent les KO-D 6-Man Tag Team Championship,. Le 20 mars, ils conservent leur titres contre Danshoku Dino, Gabai-Ji-chan et Makoto Oishi,. Le 13 avril, ils conservent leur titres contre Danshoku Dino, Makoto Oishi et Alpha Female. Le 26 mai, ils perdent leur titres contre Kenny Omega, Gota Ihashi et Kōta Ibushi. Le 23 juin, lui, Antonio Honda et Hoshitango battent Kenny Omega, Gota Ihashi et Kōta Ibushi et remportent les KO-D 6-Man Tag Team Championship,. le 21 juillet, ils perdent les titres contre Danshoku Dino, Kensuke Sasaki et Makoto Oishi,,.

#### Damnation (2020-2021)
Lors de Day Dream Believer 2021, lui, Soma Takao et Tetsuya Endo battent Akito, Kazuki Hirata et Shota pour remporter les KO-D Six Man Tag Team Championship.
Le 29 janvier 2023, il bat Kazusada Higuchi et remporte le KO-D Openweight Championship pour la deuxiéme fois.

### Autres Fédérations (2010-...)

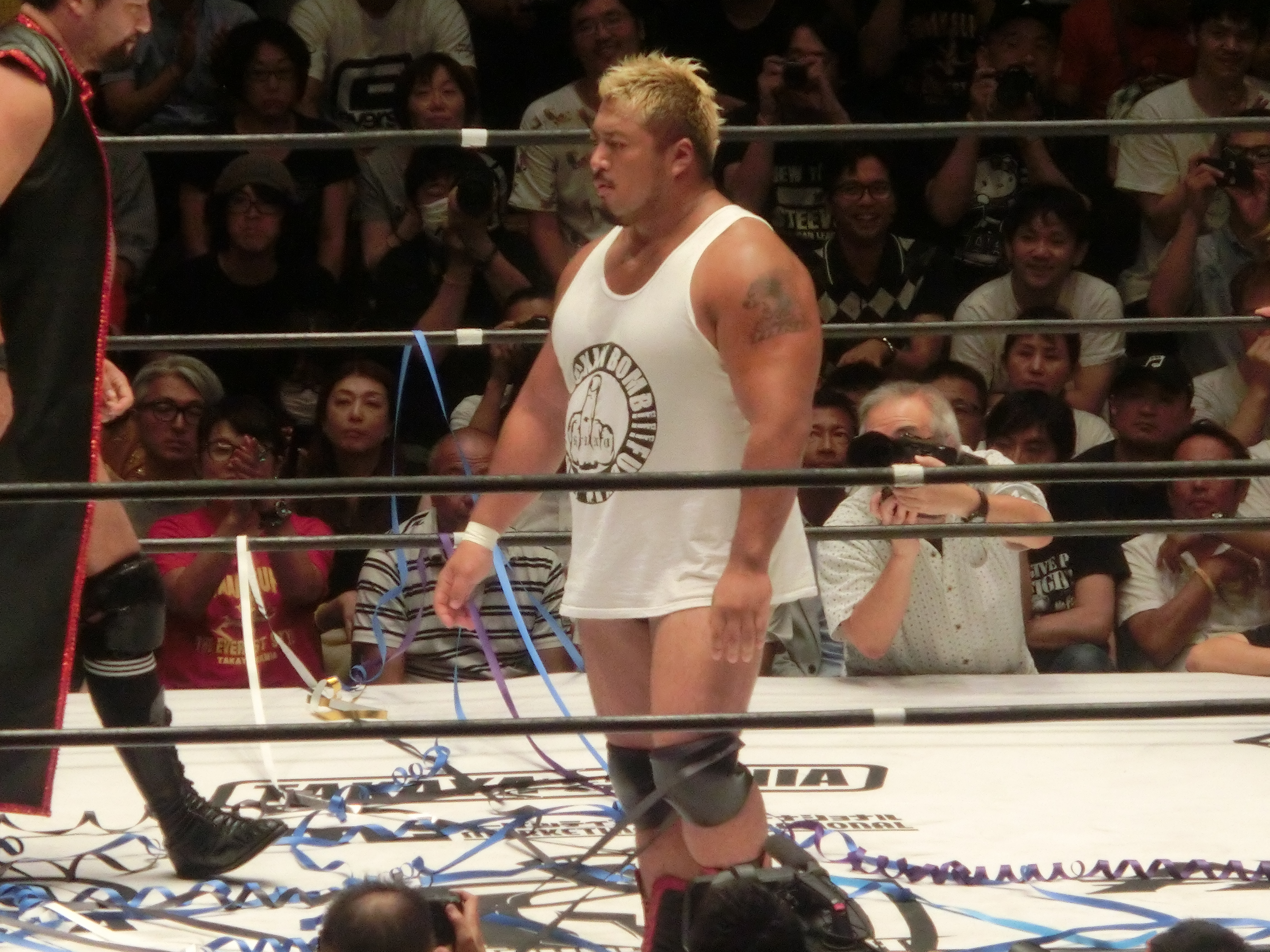
Hino à Takayamania 2018

Le 2 mai 2014, il bat Takashi Sasaki et remporte le King of Freedom World Championship de la Pro Wrestling Freedoms,. Le 24 juillet, il conserve le titre contre Minoru Fujita. Le 15 septembre, il perd le titre contre Jun Kasai.

### Wrestle-1 (2014, 2015–...)
Le 27 novembre 2015, il retourne a la Wrestle-1 en tant que nouveau membre du groupe "Real Desperado",. Le 10 janvier 2016, il bat Manabu Soya et remporte le Wrestle-1 Championship. Le 10 février, il conserve son titre contre Minoru Tanaka. Après le match, Shūji Kondō entre dans le ring et le défi à un match pour le titre, ce qui a donné lieu à un défi de Hino pour les Wrestle-1 Tag Team Championship de Kondō et Kōno. Le 6 mars 2016, lui et Kazma Sakamoto battent TriggeR (Masayuki Kōno et Shūji Kondō) et remportent les Wrestle-1 Tag Team Championship. Le 13 mars, il conserve son titre contre Shūji Kondō,. Le 4 mai, il perd le titre contre Kai. Le 8 juin, lui et Kazma Sakamoto perdent leur titre contre Yasufumi Nakanoue et Yuji Okabayashi.

### Pro Wrestling Noah (2018–...)
Le 16 décembre, lui et Maybach Taniguchi battent Gō Shiozaki et Katsuhiko Nakajima et remportent les GHC Tag Team Championship.

## Caractéristiques au catch
- Prises de finition
  - Fucking Bomb
  - Sekaiichi no German Suplex Hold

## Palmarès
- Dramatic Dream Team
  - 4 fois KO-D 6-Man Tag Team Championship avec Antonio Honda et Daisuke Sasaki (1), Antonio Honda et Hoshitango (1), Soma Takao et Tetsuya Endo (1) et Makoto Oishi et Shiori Asahi (1)
  - 2 fois KO-D Openweight Championship (actuel)
  - 2 fois KO-D Tag Team Championship avec Yasu Urano

- Kaientai Dojo
  - 1 fois Chiba 6 Man Tag Team Championship - avec Bambi et Ricky Fuji
  - 4 fois Strongest-K Championship
  - 4 fois Strongest-K Tag Team Championship - avec Saburo Inematsu (3) et Hiroki/Hi69 (1)
  - 1 fois WEW Hardcore Tag Team Championship - avec Saburo Inematsu
  - 1-Day 3-Way Tournament (2009)
  - Bo-so Golden Tag Tournament (2014) – avec Hiroki
  - Kaientai Dojo Tag League (2010) – avec Shiori Asahi
  - Special Unit Formation Tournament (2012) – avec Hiro Tonai, Kaji Tomato et Jonathan Bada
  - Strongest-K Tournament (2010)
  - Taj Mahal Cup Scramble 1-Day 6 Person Tag Team Tournament (2007) – avec Makoto Oishi et Shiori Asahi
  - Newcomer of the Year (2004)
  - Singles Match of the Year (2008) vs. Kengo Mashimo le 9 août
  - Singles Match of the Year (2010) vs. Kazma Sakamoto le 15 août
  - Singles Match of the Year (2011) vs. Kengo Mashimo le 18 juin
  - Singles Match of the Year (2012) vs. Daisuke Sekimoto le 13 novembre
  - Singles Match of the Year (2013) vs. Kengo Mashimo le 15 juillet
  - Singles Match of the Year (2015) vs. Kengo Mashimo le 22 février
  - Tag Team Match of the Year (2014) avec Hi69 vs. Kaji Tomato and Shiori Asahi
  - Wrestler of the Year (2010, 2012)

- Pro Wrestling Freedoms
  - 1 fois King of Freedom World Championship

- Pro Wrestling NOAH
  - 1 fois GHC Tag Team Championship avec Maybach Taniguchi

- Pro Wrestling Zero1
  - 2 fois NWA Intercontinental Tag Team Championship avec Masato Tanaka (1) et Quiet Storm (1)
  - 1 fois World Heavyweight Championship[44]
  - Fire Festival (2019)

- Wrestle-1
  - 1 fois Wrestle-1 Championship
  - 1 fois Wrestle-1 Tag Team Championship avec Kazma Sakamoto

## Récompenses des magazines
- Pro Wrestling Illustrated

| Année | 2016 | 2017       | 2018 | 2019 | 2020       | 2021 |
| ----- | ---- | ---------- | ---- | ---- | ---------- | ---- |
| Rang  | 232  | Non classé | 387  | 278  | Non classé | 321  |